# 瓦西奧亞鎮區 (明尼蘇達州道奇縣)
瓦西奧亞鎮區（英語：Wasioja Township）是位於美國明尼蘇達州道奇縣的一個行政鎮區。

## 地方資料
瓦西奧亞鎮區的面積為93.26平方千米，當中陸地面積為93.26平方千米，而水域面積為0.00平方千米。根據2020年美國人口普查的數據，當地共有人口850人，而人口密度為每平方千米9.11人。